# Baetora jezik
Baetora jezik (ISO 639-3: btr), austronezijski jezik istočnovanuatske podskupine, kojim govori oko 1 330 ljudi (Lynch and Crowley 2001) na otoku Maewo u Vanuatuu.
Ima tri dijalekta imenovanih po lokalitetima, to su nasawa (Nasawa, najveće selo na otoku, 400 ljudi), talise (Talise, rijeka i selo) i narovorovo (selo).

## Vanjske poveznice
- Ethnologue (14th)
- Ethnologue (15th)